# Meridiano 166 oeste
El meridiano 166 oeste de Greenwich es una línea de longitud que se extiende desde el Polo Norte atravesando el océano Ártico, América del Norte, el océano Pacífico, el océano Antártico y la Antártida hasta el Polo Sur.
El meridiano 166 oeste forma un gran círculo con el meridiano 14 este.
Comenzando en el Polo Norte y dirigiéndose hacia el Polo Sur, el meridiano 166 oeste pasa a través de:
| Coordenadas                         | País, territorio o mar | Notas |
| ----------------------------------- | ---------------------- | --- |
| 90°0′N 166°0′O / 90.000, -166.000   | Océano Ártico          | |
| 71°47′N 166°0′O / 71.783, -166.000  | Mar de Chukotka        | |
| 68°52′N 166°0′O / 68.867, -166.000  | Estados Unidos         | Alaska |
| 68°10′N 166°0′O / 68.167, -166.000  | Mar de Chukotka        | |
| 66°33′N 166°0′O / 66.550, -166.000  | Mar de Bering          | |
| 66°16′N 166°0′O / 66.267, -166.000  | Estados Unidos         | Alaska - Península de Seward |
| 68°10′N 166°0′O / 68.167, -166.000  | Mar de Bering          | Pasa justo al este de Sledge Island, Alaska, Estados Unidos |
| 62°3′N 166°0′O / 62.050, -166.000   | Estados Unidos         | Alaska - Krekatok Island, Neragon Island y la parte continental |
| 61°32′N 166°0′O / 61.533, -166.000  | Mar de Bering          | |
| 60°19′N 166°0′O / 60.317, -166.000  | Estados Unidos         | Alaska - Isla Nunivak |
| 59°52′N 166°0′O / 59.867, -166.000  | Mar de Bering          | |
| 54°11′N 166°0′O / 54.183, -166.000  | Estados Unidos         | Alaska - Isla Akutan |
| 54°3′N 166°0′O / 54.050, -166.000   | Océano Pacífico        | Pasa justo al este de Unalga Island, Alaska, Estados Unidos Pasa justo al este de Sedanka Island, Alaska, Estados Unidos Pasa justo al este de la Isla Tern, Hawái, Estados Unidos Pasa justo al oeste del atolón Pukapuka, Islas Cook |
| 60°0′S 166°0′O / -60.000, -166.000  | Océano Antártico       | |
| 78°28′S 166°0′O / -78.467, -166.000 | Antártida              | Dependencia Ross, reclamada por Nueva Zelanda |